# Тевено, Арсен
Арсе́н Тевено́ (фр. Arsène Thévenot; 10 октября 1828, Люитр — 30 июня 1915, Люитр) — французский краевед и поэт.
Родился в зажиточной крестьянской семье. Учился в сельской школе и у деревенского священника, потом занимался сельским хозяйством. В 1849 году, взяв без спросу сто франков из отцовского кошелька, отправился в Париж, где обратился к поэтическому творчеству. За год сочинил сборник стихов, после чего уехал в Труа, где собирался отредактировать его. В Труа был замечен местным школьным инспектором, который в 1851 году помог ему сдать экзамен за курс начальной школы и устроил на работу учителем начальных классов. В том же году состоялась первая стихотворная публикация Тевено в местной газете. В ноябре 1852 года он занял место директора начальной школы в пригороде Труа Токселе (фр. Tauxelles).
В 1858 году Тевено получил должность аудитора местной палаты мер и весов, сперва в городе Ножан-сюр-Сен, а с 1866 года в Труа. Труды Тевено в области региональной статистики были отмечены наградами, в том числе золотой медалью научного общества департамента Об (1867). В 1868 году вышел его сборник стихов «Деревенские» (фр. Les Villageoises). В августе-октябре 1870 г. в составе добровольческого отряда участвовал в разведывательных рейдах в ходе Франко-прусской войны.
В начале 1870-х гг. Тевено работал над разбором переписки принца Франца Ксавера Саксонского, отложившейся в архиве департамента Об, и подготовил публикацию соответственных материалов, снабдив её собственноручно написанной биографией принца. Среди других публикаций Тевено 1870-х гг. — история городской церкви Люитра, удостоенная медали биография местного уроженца Шарля Делоне, очерк о городском театре Труа. Одновременно Тевено владел фирмой по оптовой торговле бумагой, но в 1882 г. разорился. В 1883—1889 гг. был главным редактором консервативной политической газеты Vosgien, выходившей три раза в неделю в Эпинале, в 1889—1894 гг. возглавлял газету L’Echo d’Arcis, также придерживавшуюся бонапартистского направления. После этого жил на покое в своём родном городе, где после смерти Тевено его именем была названа улица.